# 布斯克区
布斯克区（烏克蘭語：Буський район），曾是乌克兰利沃夫州的一个区，位于该州东部。总面积856平方公里，总人口46343（2013年）。行政中心位于布斯克市。
2020年7月18日乌克兰施行了行政区划改革，利沃夫州的区份数量减至7个，布斯克区合并至佐洛奇夫區。

## 行政区划
布斯克区包含1市2镇及若干村。